# Grzegorz Baran (kierowca)
Grzegorz Baran (ur. 29 grudnia 1953 w Warszawie) – polski kierowca i pilot rajdowy startujący w rajdach terenowych.
Rozpoczął karierę sportową od startów motocyklem Jawa. W 1989 roku przesiadł się do samochodu – Łady 2105 – i wywalczył w niej tytuł Mistrza Polski w wyścigach samochodowych.
Pod koniec lat 90. XX wieku rozpoczął również starty w Pucharze Świata Cross-Country, Mistrzostwach Europy w rallycrosie oraz Mistrzostwach Polski Samochodów Terenowych. Jednak jego głównym celem w tym czasie stał się start w Rajdzie Dakar, który udało mu się zrealizować w 2004 roku. Wystartował wtedy jako pilot francuskiego kierowcy – Bernarda Malferiola, samochodem ciężarowym Mercedes-Benz Unimog. Kolejny raz wystartował w tym rajdzie w 2007 roku, ponownie Unimogiem, ale tym razem w roli kierowcy (pilotem był Rafał Marton). Tym razem nie ukończył rajdu.
W 2008 roku rozpoczął starty w cyklu Dakar Series ciężarowym MANem, którym również wystartował w Rajdzie Dakaru 2009. Z powodu awarii samochodu nie ukończył jednak imprezy.
Pomiędzy 6 a 9 września 2012 wziął udział w rajdzie Baja Poland 2012. Startował na Mitsubishi Pajero wraz z Michałem Wiśniewskim debiutującym w roli pilota rajdowego. Załoga jadąca z nr 37 zajęła 19. miejsce w klasyfikacji generalnej oraz 3. miejsce w kat. T2. 

## Starty w Rajdzie Dakar
| Rok  | Kategoria  | Pojazd               | Wynik | Uwagi                     |
| ---- | ---------- | -------------------- | ----- | ------------------------- |
| 2004 | ciężarówki | Mercedes Unimog      | 28    | pilot Bernarda Malferiola |
| 2007 | ciężarówki | Mercedes Unimog 1550 | NU    |                           |
| 2009 | ciężarówki | MAN TGA 18.480 4x4   | NU    | odpadł na 10. etapie      |
| 2010 | ciężarówki | MAN TGA 18.480 4x4   | 20    |                           |
| 2011 | ciężarówki | MAN TGA 18.480 4x4   | 25    |                           |
| 2012 | ciężarówki | MAN TGA 18.480 4x4   | 36    |                           |
| 2013 | ciężarówki | MAN TGA 18.480 4x4   | 40    |                           |